# Salvator Rosa
Salvator Rosa (født 1615 i Arenella ved Napoli, død 1673 i Rom) var en italiensk maler, raderer og digter.

## Liv mellem hyrder, fiskere eller banditter
Rosa studerede først ved det gejstlige seminar i Napoli; men uden interesse for studierne kastede han sig snart over malerkunsten, hvor han fik den første undervisning hos sin svoger Francesco Francanzano, senere kortere tid var i Jusepe de Riberas atelier og endelig også var elev hos slagmaleren Aniello Falcone. Men kærere end undervisning var ham det fri ubundne liv, når han strejfede rundt i Abruzzerne, sejlede om ved kysterne og turede sammen, med hyrder, fiskere eller banditter. Motiver fra disse udflugter gav stof til hans første småbilleder, der vakte opmærksomhed, og i tyveårsalderen drog Rosa til Rom for at erobre sig og sin kunst position i verdensstaden. Opsigt lykkedes det Rosa at gøre; alsidig begavet, som han var, optrådte han som musiker og sanger, improvisator og skuespiller, lyrisk og satirisk digter, Satire di Salvator Rosa er oftere trykt, bl.a. i Firenze 1831, også teaterstykker, og vakte særlig i den sidste egenskab forargelse ved sine hidsige udfald mod alle slags autoriteter. Også med sin malerkunst slog han igennem, tilbragte en række produktive år i Rom, arbejdede, kaldet til storhertugens hof, derefter ni år i Firenze, og drog derfra atter tilbage til Rom, hvor han levede (med eget hus på Monte Pincio og i kunstneriske og intelligente kredse) den sidste snes år af sit liv.

## Tre motivkredse
Rosas kunst falder i tre udprægede retninger, hans billeder i den "store stil" med religiøse og historiske emner, hans landskaber og endelig hans slagmalerier. Selv agtede Rosa de første for det betydeligste, han havde skabt, men allerede samtiden tilkendte med rette prisen til hans landskaber; det er erindringerne fra hans ungdoms flakken rundt i hans hjemstavns egne, der har fået liv i hans landskabskunst: Vilde, øde bjergegne med spredte, forpiskede skove og skummende vandfald eller kystpartier med dybt indskårne bugter mellem stejle, kløftede klipper, endelig også havnepartier med fyrtårne og skibe er de hyppigste emner for hans, i deres enkeltheder naturalistiske, i deres stemning og opfattelse romantiske landskaber. I modsætning til Claude Lorrains landskabskunsts ideale fred giver hans billeder naturen i en stemning af hvileløs, mørk og dyster kamp og uro; — senere, påvirket af Claude, skildrer han dog også fredeligere stemninger. Af Rosas ca. hundrede bevarede landskaber er de mest fremragende i Firenze i Palazzo Pitti: to store billeder med havnepartier samt bjerg- og skovlandskaberne, efter staffagen kaldte: Diogenes, der bortkaster sit bæger (La selva dei filosofi) og Freden, der brænder Vaabnene, endvidere i engelske gallerier: National Gallery (Merkur og Brændehuggeren og flere) og privatsamlinger. 

## Galleri
- Diogenes, der bortkaster sit drikkebæger, 1851
- Diogenes, der bortkaster sit bæger, 1650'erne
- Democritus in Meditation, 1650, Statens Museum for Kunst
- Heroisk kamp, mellem 1652 og 1664

I slagmalerierne med deres komponerede "ideale" kampscener, hyppigst ryttertræfninger, har Rosa skabt livfulde, malerisk kraftig virkende billeder af kampens tummel og vildskab; de betydeligste af disse findes i Louvre, i Palazzo Pitti i Firenze og i Wien. Endelig skal fremhæves hans med fin nål frisk og energisk udførte raderinger med mytologiske og antikke emner og med grupper af bønder og røvere, svarende til den hyppigste staffage på hans malerier.